# Красный ципрекассис
Красный ципрекассис (лат. Cypraecassis rufa) — распространённый в тропических морях брюхоногий моллюск, вид рода ципрекассисов (Cypraecassis) семейства шлемовидок (Cassidae). Видовое название (rufa, от rufus — рыжий, красный, светло-красный) связано с красновато-рыжеватой окраской раковины.
Раковины красного ципрекассиса используются как сувениры, являются объектами коллекционирования.

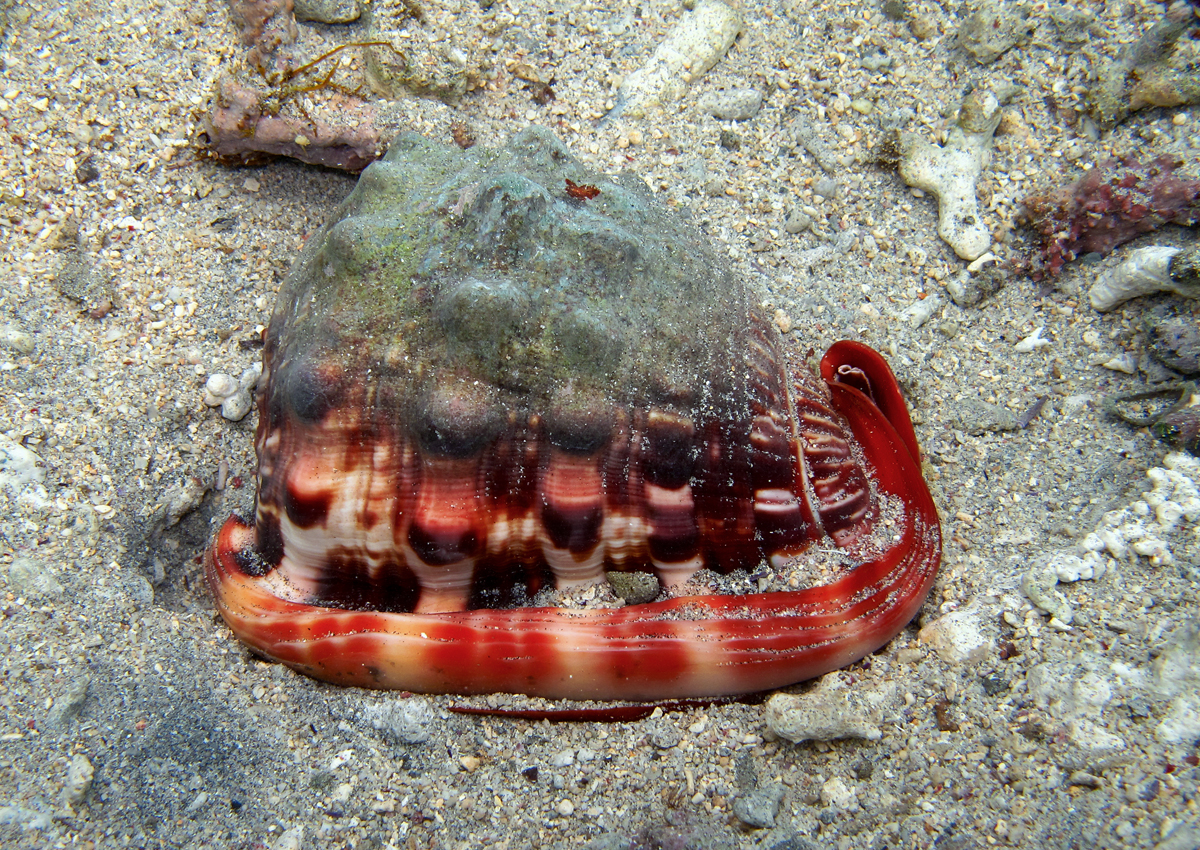
Cypraecassis rufa в естественной среде обитания (Реюньон)

## Распространение, описание
Моллюск распространён в Индо-Пацифической области (Индийский океан и западная часть Тихого океана). Обитает на глубине от 3 до 30 м. Хищник, питается большей частью морскими ежами.
Имеет толстостенную раковину длиной около 15 см; максимальная зафиксированная длина раковины — 20 см.

## Синонимы
Изначально вид был описан Карлом Линнеем в 1758 году под названием Cassis rufa.